# Епархия Бокунгу-Икелы
Епархия Бокунгу-Икелы (лат. Dioecesis Bokunguensis-Ikelaensis) — епархия Римско-Католической Церкви с центром в городе Бокунгу, Демократическая Республика Конго. Епархия Бокунгу-Икелы входит в митрополию Мбандаки-Бикоро.

## История
11 сентября 1961 года Римский папа Иоанн XXIII издал буллу Mater Ecclesia, которой учредил епархий Икелы, выделив её из архиепархия Мбандаки-Бикоро.
16 июня 1967 года епархия Икелы была переименована в епархию Бокунгу-Икелы.

## Ординарии епархии
- епископ Joseph Weigl (1961 — 1982);
- епископ Joseph Kumuondala Mbimba (1982 — 1991);
- епископ Joseph Mokobe Ndjoku (1993 — 2001);
- епископ Fridolin Ambongo Besungu (2004 — по настоящее время).

## Источник
- Annuario Pontificio, Libreria Editrice Vaticana, Città del Vaticano, 2003, ISBN 88-209-7422-3
- Булла Mater Ecclesia, AAS 54 (1962), стр. 549  (лат.)